# Giulio Ciccone
Pour les articles homonymes, voir Ciccone.
Giulio Ciccone (né le 20 décembre 1994 à Chieti) est un coureur cycliste italien, membre de l'équipe Lidl-Trek. Il a notamment remporté trois étapes du Tour d'Italie et le classement de la montagne du Tour d'Italie 2019. Quelques semaines plus tard, il porte durant deux jours le maillot jaune durant le Tour de France 2019. Il remporte également le classement de la montagne du Tour de France 2023.

## Biographie
Giulio Ciccone est originaire de Chieti, dans les Abruzzes. Son père est fonctionnaire de région, et sa mère est enseignante. Chez les amateurs, il part vivre à Bergame pour apprendre le métier.

### 2013-2015: chez les amateurs
Il montre son potentiel de grimpeur en 2014, au sein de l'équipe espoirs Colpack. Il remporte le classement des grimpeurs du Tour de la Vallée d'Aoste. Il abandonne lors de la dernière étape du Tour de l'Avenir alors qu'il est sixième du général. L'année suivante, il s'impose lors de Bassano-Monte Grappa et remporte à nouveau le  classement des grimpeurs du Tour de la Vallée d'Aoste. Il est sixième du Tour de l'Avenir et deuxième du Piccolo Giro di Lombardia. En deuxième partie de saison, il signe un contrat avec l'équipe professionnelle Bardiani CSF et gagne également Milan-Rapallo et la Coppa Città di San Daniele en battant le favori Gianni Moscon. Ces victoires lui permettent de s'adjuger le classement Prestigio Bicisport 2015.

### 2016-2018: débuts professionnels chez Bardiani

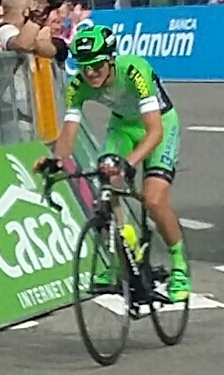
Giulio Ciccone victorieux à Sestola sur le Tour d'Italie 2016.

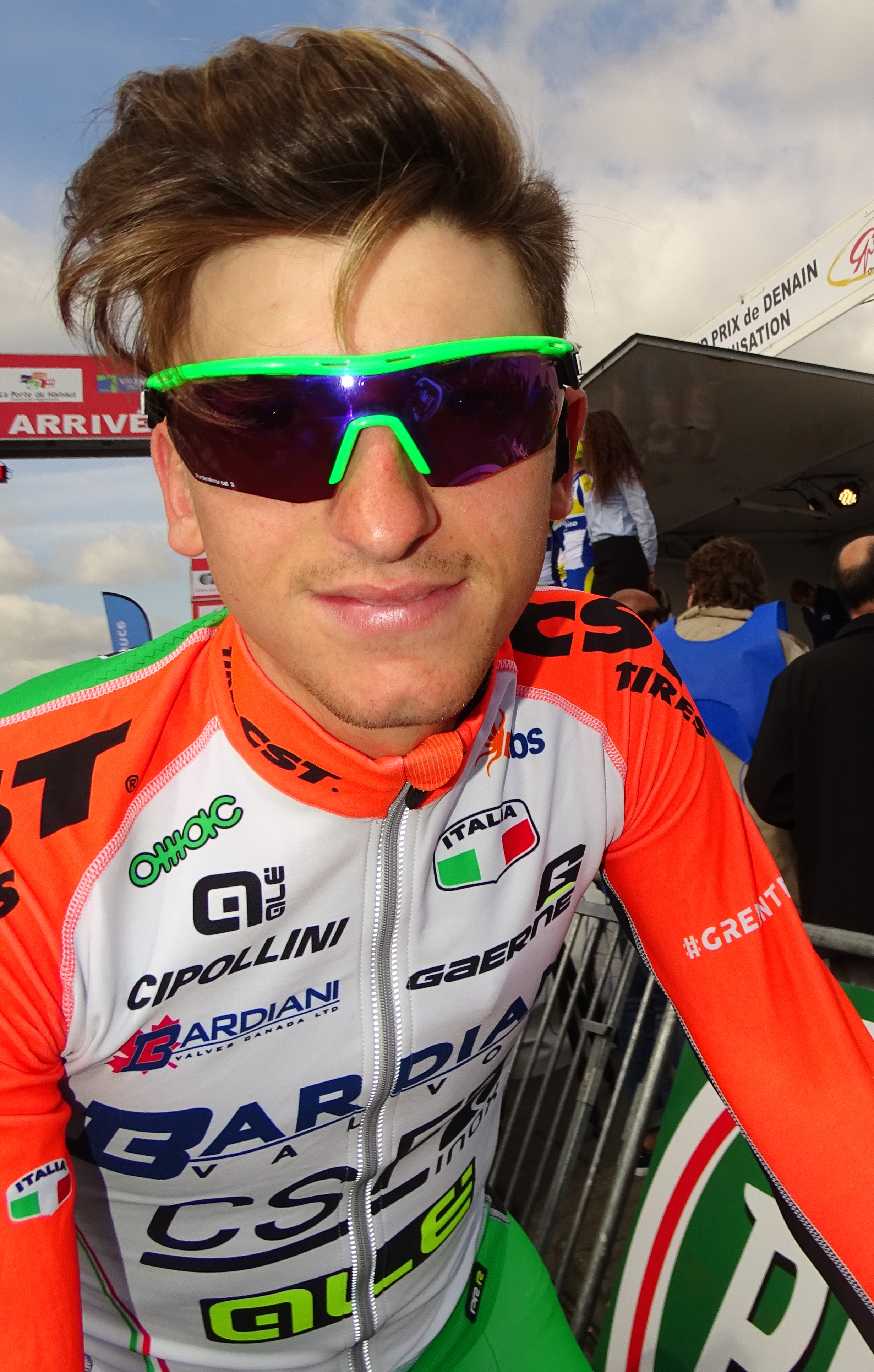
Giulio Ciccone lors du Grand Prix de Denain 2017.

En 2016, il passe professionnel au sein de l'équipe italienne Bardiani CSF. Lors de la course d'ouverture, le Grand Prix Costa degli Etruschi, il arrive avec le groupe de 11 coureurs qui se joue la victoire et termine 5e du sprint. Il se classe ensuite sixième de la Semaine internationale Coppi et Bartali et quatrième de la deuxième étape du Tour du Trentin, arrivant sur une courte montée à Anras. Cela lui permet de porter le maillot blanc du meilleur jeune homme avant qu'un virus intestinal ne l'oblige à abandonner la course.
Il est sélectionné pour disputer le Tour d'Italie. Lors de la 10e étape, il fait partie d'une échappée et s'adjuge la victoire en solitaire. C'est le premier néo-professionnel à gagner une étape du Giro depuis Emanuele Sella en 2004. Il devient également le 4e plus jeune vainqueur d’étape de l'histoire, après Fausto Coppi, Luigi Marchisio et Vito Taccone. Par la suite, il n'est pas au départ de la dix-neuvième étape, en raison de problèmes physiques et de la fatigue accumulée.
Son début de saison 2017 est marqué par diverses blessures, qui retardent sa préparation. Il revient en course, après deux opérations au cœur et prend part au Tour d'Italie sans obtenir de résultats significatifs. En juillet, il participe au Tour d'Autriche, convoqué par l'entraîneur de la sélection italienne Davide Cassani. Il prend la 3e place de l'étape reine, où l'arrivée difficile se joue au sommet de la station de montagne mythique de Kitzbühel.
Au mois d'août, il remporte la sixième étape du Tour de l'Utah. Fin août, il est troisième de la Pro Ötztaler 5500, derrière Roman Kreuziger et Simon Spilak.
En 2018, il est dixième de la Semaine internationale Coppi et Bartali et neuvième du Tour des Alpes. Sa première victoire de l'année arrive lors du Tour des Apennins. Il est désigné comme leader de son équipe Bardiani CSF pour son troisième Tour d'Italie. Il est victime d'une chute à l'entraînement trois jours avant la course. Il termine quatrième de l'étape de Cervinia et deuxième du classement de la montagne (devancé par le vainqueur du Giro Christopher Froome).
Par la suite, il termine à la 2e place de l'Adriatica Ionica Race et remporte le classement des grimpeurs du Tour de Slovaquie.

### Depuis 2019: chez Trek
À partir de la saison 2019, il rejoint Trek-Segafredo, formation du World Tour. Sa saison commence avec une dixième place au Trofeo de Tramuntana Soller-Deia. Convoqué en équipe nationale pour disputer le Trofeo Laigueglia, il prend la sixième place. Le 23 février, il remporte la deuxième étape du Tour du Haut-Var. Il participe ensuite à Paris-Nice. En mai, il s'illustre sur le Tour d'Italie. Très offensif durant les trois semaines, il s'impose lors de la seizième étape, une étape de haute montagne disputée dans des conditions dantesques, après avoir franchi en tête le col du Mortirolo, la Cima Pantani de ce Giro,. À l'issue de ce grand tour, il remporte également le maillot bleu du classement de la montagne.
En juillet 2019, il dispute son premier Tour de France. Il termine 2e de l'étape de la Planche des Belles Filles et s'empare alors du maillot jaune pendant 2 jours. Il le perd à l'issue de la 7e étape, puis sort du top 10 lors de la 12e étape, où il perd plus de 12 minutes. Il termine finalement le Tour à la 31e place du classement final. En fin de saison, il est notamment onzième de la Classique de Saint-Sébastien et septième de la Coppa Agostoni.
Il entame sa saison 2020 avec un succès en solitaire sur le Trofeo Laigueglia. En mars, la saison est interrompue à cause de la pandémie de Covid-19 et il effectue un Everesting virtuel sur son home trainer, allant même jusqu'à dépasser les 10 000 m de dénivelé.
Au retour des compétitions en août, il se montre performant en terminant 5e du Tour de Lombardie, huitième du Tour d'Émilie et neuvième du Gran Piemonte. Début septembre, il contracte la Covid-19 quelques jours avant le départ de Tirreno-Adriatico, sa dernière course de préparation avant le Tour d'Italie. Présent au départ du Giro pour soutenir Vincenzo Nibali, il n'est pas à son meilleur niveau et doit abandonner à une semaine de l'arrivée.
Pour sa première course en 2021, il se classe deuxième d'une étape du Tour de La Provence derrière Davide Ballerini. Il est ensuite cinquième du Trofeo Laigueglia, mais est plus en retrait sur les courses par étapes du mois de mars. Il se concentre sur le classement général du Tour d'Italie, où il devient le leader de la Trek-Segafredo après les défaillances de Vincenzo Nibali. Lors des deux premières semaines du Giro, il se montre performant et se classe notamment deuxième de la 9e étape derrière Egan Bernal. Sixième du général et toujours en course pour le podium final, il est victime d'une chute lors d'une descente de col lors de la 17e étape. Il perd près de 8 minutes au général et n'est finalement pas au départ le lendemain. De retour à la compétition, il est cinquième de la Route d'Occitanie, puis huitième de son championnat national. Après une 60e place anecdotique sur la course en ligne des Jeux olympiques de Tokyo, il prend le départ du Tour d'Espagne pour viser un bon classement général. À la lutte pour un top 10 au classement général, il est à nouveau victime d'une chute sur la 16e étape, qui l'oblige à abandonner alors qu'il occupe la douzième place du général.
Il commence bien sa saison 2022 avec plusieurs tops 10, dont une dixième place au général de Tirreno-Adriatico. Il participe ensuite au Tour d'Italie en tant que leader de l'équipe Trek-Segafredo. À l'issue de la quatrième étape, son coéquipier Juan Pedro López récupère le maillot rose de leader, qu'il porte pendant dix jours. De son côté, Ciccone perd plus de neuf minutes lors de la 9e étape qui se termine au sommet du Blockhaus, une montée proche de sa ville de naissance et qu'il connait par coeur. Lors de la dernière semaine de course, il se glisse dans plusieurs échappées et remporte 
en solitaire la 15e étape à Cogne. C'est la troisième victoire d'étape de sa carrière sur le Giro après ses victoires à Sestola en 2016 et à Ponte di Legno en 2019. Il se classe finalement 25e du général et deuxième du classement de la montagne derrière Koen Bouwman. Lors du Tour de France, il termine troisième du classement de la montagne, après avoir été à l'attaque dans les cols des Alpes et des Pyrénées.
Au Tour de Catalogne 2023, Giulio Ciconne s'impose dans la deuxième étape, au sommet de Vallter 2000, devant Primož Roglič et le champion du monde Remco Evenepoel. Touché par le Covid-19 après les classiques ardennaises, il doit renoncer à participer au Tour d'Italie dont le départ s'effectue dans sa région natale des Abruzzes. Orientant ensuite ses objectifs en direction du Tour de France, il remporte en juin la dernière étape du Critérium du Dauphiné et signe ensuite une prolongation de contrat avec son équipe jusqu'en fin d'année 2027. Lors du Tour de France 2023, il porte durant de nombreuses étapes le maillot à pois pour enfin s'adjuger le titre de meilleur grimpeur lors de l'avant-dernière étape.

## Palmarès

### Palmarès amateur
| - 2009 - 3e du Trophée de la ville de Castellalto - 2010 - 2e du Trofeo Peppino - 3e de Lugo-San Marino - 3e du Mémorial Giuseppe Lunelli - 2011 - Trophée de la ville de Petritoli - 2e du Mémorial Danilo Fasano - 3e du Trofeo Comune di Tolentino - 2012 - Gran Premio Capodarco juniors - 2e du Mémorial Diego Schiaroli - 2e du Trophée de la ville de Crecchio - 3e du Trophée de la ville de Manoppello - 2013 - 2e du Trophée MP Filtri - 2e de la Cronoscalata Coli Sella dei Generali - 2014 - Grand Prix de la ville de Bosco Chiesanuova - Trophée Rigoberto Lamonica - 2e de la Cronoscalata Gardone Val Trompia-Prati di Caregno | - 2015 - Bassano-Monte Grappa - Grand Prix de la ville de Bosco Chiesanuova - Milan-Rapallo - Coppa Città di San Daniele - 2e du Mémorial Gerry Gasparotto - 2e de la Coppa Varignana - 2e de la Cronoscalata Gardone Val Trompia-Prati di Caregno - 2e du Grand Prix de la ville de Vinci - 2e du Mémorial Morgan Capretta - 2e du Tour de Lombardie amateurs - 3e du Trofeo Franco Balestra |  |

### Palmarès professionnel
| - 2016 - 10e étape du Tour d'Italie - 2017 - 6e étape du Tour de l'Utah - 3e de la Pro Ötztaler 5500 - 2018 - Tour des Apennins - 2e de l'Adriatica Ionica Race - 2019 - 2e étape du Tour du Haut-Var - Tour d'Italie : - Classement de la montagne - 16e étape - 2020 - Trofeo Laigueglia - 5e du Tour de Lombardie - 2022 - 15e étape du Tour d'Italie - 10e de Tirreno-Adriatico - 2023 - Classement du meilleur grimpeur du Tour de France - 2e étape du Tour de la Communauté valencienne - 2e étape du Tour de Catalogne - 8e étape du Critérium du Dauphiné - 2e du Tour de la Communauté valencienne - 5e de Tirreno-Adriatico - 5e de la Flèche wallonne - 7e du Tour de Catalogne | - 2024 - 3e du Tour de Lombardie - 8e du Critérium du Dauphiné - 2025 - 1re étape du Tour des Alpes - Classique de Saint-Sébastien - 5e étape du Tour de Burgos - 2e du Tour des Émirats arabes unis - 2e de Liège-Bastogne-Liège |  |

## Résultats sur les grands tours

### Tour de France

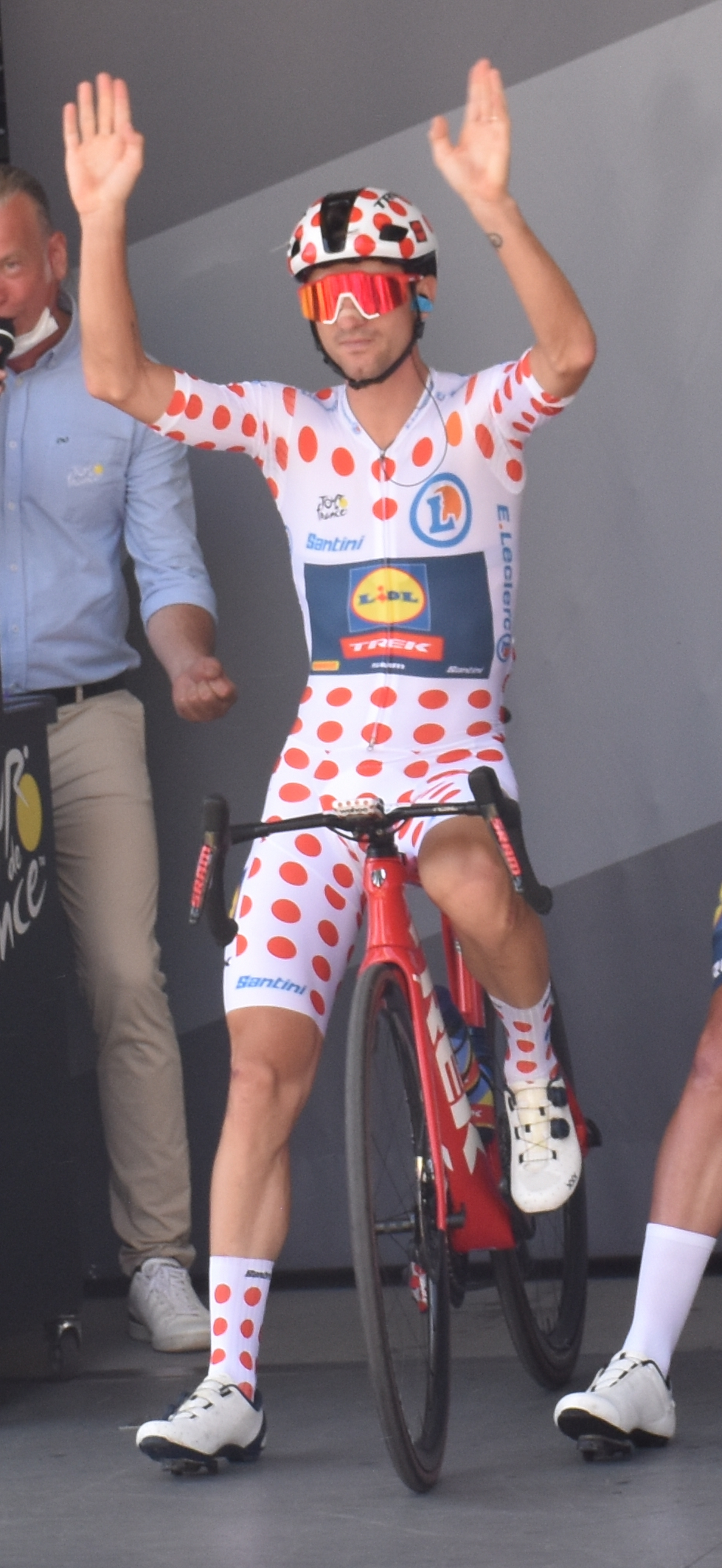
Giulio Ciccone - Tour de France 2023 - Meilleur grimpeur.

4 participations
- 2019 : 31e,  maillot jaune pendant 2 jours
- 2022 : 59e
- 2023 : 32e,  vainqueur du classement du meilleur grimpeur
- 2024 : 11e

### Tour d'Italie
8 participations
- 2016 : non-partant (19e étape), vainqueur de la 10e étape
- 2017 : 95e
- 2018 : 40e
- 2019 : 16e,  vainqueur du classement de la montagne, vainqueur de la 16e étape
- 2020 : non-partant (14e étape)
- 2021 : non-partant (18e étape)
- 2022 : 25e, vainqueur de la 15e étape
- 2025 : non-partant (15e étape)

### Tour d'Espagne
2 participations
- 2021 : abandon (16e étape)
- 2024 : abandon (10e étape)

## Classements mondiaux
| Année                                 | 2014 | 2015 | 2016 | 2017 | 2018 | 2019 | 2020 | 2021 | 2022 | 2023 | 2024 |
| ------------------------------------- | ---- | ---- | ---- | ---- | ---- | ---- | ---- | ---- | ---- | ---- | ---- |
| Classement mondial                    |      |      | 311e | 332e | 158e | 98e  | 69e  | 178e | 134e | 41e  | 61e  |
| UCI Europe Tour                       | 482e | 344e | 339e | 318e | 77e  | 80e  | 57e  | 153e | 111e | 35e  | 50e  |
| UCI America Tour                      | nc   | nc   | nc   | 28e  | nc   |      |      |      |      |      |      |
|                                       |      |      |      |      |      |      |      |      |      |      |      |
| Légende : nc = non classéSource : UCI |      |      |      |      |      |      |      |      |      |      |      |